# آرثر تيد باول
آرثر تيد باول (بالإنجليزية: Arthur Ted Powell)‏ هو فنان أسترالي، ولد في 1947 في كينغزبري في المملكة المتحدة.